# Kostel svatého Jana Křtitele (Jindřichův Hradec)
Kostel svatého Jana Křtitele je gotická stavba v Jindřichově Hradci, jedna z nejstarších ve městě. Kostel se nachází v dnešní ulici Štítného, takřka na břehu rybníka Vajgar.
Kostel začali stavět na počátku 14. století minorité, kteří do Jindřichova Hradce krátce před tím přišli. Byl stavěn několik desetiletí. Nejstarší částí je jižní zeď presbytáře a nejvýchodnější klenby jižní lodi. V letech 1320–1350 byl dostavěn presbytář a celá jižní loď. V roce 1434 kostel vypálili husiti. Poté byl obnovován jen pozvolna, v postupných krocích. Roku 1608 a znovu v roce 1801 vyhořel, po druhém z těchto požárů musel být ubourán presbytář. Velké opravy proběhly v letech 1597, 1608, 1787 a 1891–1895. Vnitřní zařízení kostela je díky nim převážně barokní. Těsně ke kostelu přiléhá klášter, jehož výstavba započala roku 1369 a Soukenická kaple z roku 1375. V klášteře žili minorité, ale vedli dlouhodobě spory s místní vrchností, a tak roku 1560 odešli do Jihlavy. V klášteře pak byl zřízen špitál, dočasně zde sídlili i jezuité. V současnosti budovu využívá Muzeum Jindřichohradecka.
Uvnitř kostela se zachovaly gotické malby z poloviny 14. století. Zajímavostí je, že zpodobňují neobvykle zdeformovaná těla a tváře. To budí pozornost milovníků záhad, kteří malby dávají do souvislosti s řádem templářů.
Kostel spolu s dalšími stavbami kláštera je chráněn jako kulturní památka.